# Théorème d'Iwaniec-Richert
Le théorème d'Iwaniec-Richert peut s'énoncer ainsi :
Il existe une infinité d'entiers n tel que n2 + 1 soit premier ou semi-premier.
Ce résultat a été obtenu par Iwaniec en 1978. Il fait suite à un article de B. V. Levin de 1960, dans lequel ce dernier montre qu'il existe a > 0 tel que la suite {\displaystyle (n^{2}+1)_{n=1,...,N}} contienne au moins
éléments ayant au plus cinq facteurs premiers.
En 1974, Halberstam et Richert, dans leur ouvrage Sieve methods, avaient obtenu le résultat effectif suivant. Soit a un entier qui n'est pas l'opposé d'un carré parfait, et soient 1 < y ≤ x des nombres réels. Alors, le nombre d'entiers n vérifiant x – y < n ≤ x2 et tels que n2 + a soit premier est majoré par :
où (–a/p) désigne le symbole de Legendre-Jacobi-Kronecker.

## Référence
(en) H. Iwaniec, « Almost-primes represented by quadratic polynomials », Invent. Math., vol. 47, no 2,‎ 1978, p. 171-188 (lire en ligne)